# Liste der Inseln Bahrains
Dies ist eine Liste der Inseln Bahrains. Bahrain ist ein aus 33 Inseln bestehender Inselstaat.

## Natürliche Inseln
- al-Mammadiyya
- Bahrain
- Halat Naim
- Hawar-Inseln
  - Hawar
  - Rabad al-Gharbiyya
  - Rabad asch-Scharqiyya
  - ʿAdschira
  - al-Hadschiyyat (Inselgruppe)
  - Muhazwara (Umm Hazwara)
  - Dschazirat Dschinan
  - Umm Dschinni
  - Bu Sadad (Inselgruppe)
  - al-Wukur (Inselgruppe)
  - Suwad asch-Schamaliyya
  - Suwad al-Dschanubiyya
  - Bu Tammur (Inselgruppe)
  - Umm Charura
- Dschidda
- Dschuzayyira
- al-Muharraq
- Nabih Salih
- Sitra
- Umm Nasan

## Künstliche Inseln
- Amwadsch-Inseln
- Durrat al-Bahrain
- Bahrain Bay
- Diyar al-Muharraq